# Huj bijelac
Huj bijelac (lat. Ophidion barbatum) riba je iz porodice hujki (lat. Ophidiidae). Hujke su zmijolike ribe, koje kao karakteristiku imaju četiri mekana pipka ispod usta i spojenu leđnu i trbušnu peraju. Huj bijelac ima sva obilježja hujki, a boja mu je s gornje strane svijetlosmeđa a s donje bjelkasta. Ima sitne crne mrljice po tijelu i zlatne nijanse na škržnim otvorima. Tijelo mu je zmijoliko, duguljasto, bočno blago spljošteno, s tupom njuškom, širokim ustima i velikom očima. Naraste do 25 cm duljine, živi na dubinama do 150 m, hrani se amfipodima, kopepoima i ostalim zooplanktonom.

## Rasprostranjenost
Huj bijelac živi na istočnim obalama Atlantika od juga Engleske do Senegala kao i na sjevernom dijelu Mediterana.

## Poveznice
|  | Wikivrste imaju podatke o taksonu Huj bijelac |